# Île du Port (Japon)
Pour les articles homonymes, voir Île du Port.
L'île du Port (ポートアイランド, Pōto Airando) est une île artificielle du Japon située à Chūō-ku, Kobe, construite entre 1966 et 1981 et située dans la région du port de Kobe.

## Géographie
D'une superficie de 434 hectares, elle abrite notamment des universités, des hôtels, un centre de conférences et un héliport.

## Histoire
L'exposition Kobe Port Island (神戸ポートアイランド博覧会, Kōbe Pōto ailando hakurankai), aussi appelé PORTOPIA'81 (ポートピア'81, Pōtopia'81) est organisée pour son inauguration, lors de laquelle se tient une compétition de football féminin qui deviendra plus tard le Mundialito.